# Manta (Ecuador)
Manta (forma completa, San Pablo de Manta) è una città dell'Ecuador di 221 122 abitanti situata nella Provincia di Manabí, capoluogo dell'omonimo cantone.

## Geografia
Situata in una baia sull'oceano Pacifico, è un porto internazionale tra i più importanti dell'Ecuador.
Nell'era precolombiana la città si chiamava Jocay, ed era punto di incontro per il commercio tra i Mantensi e gli Incas.
Particolarmente sviluppata è la pesca del tonno, altra risorsa importante della città è il turismo, grazie alla sua localizzazione in piena Ruta del Sol, arteria stradale che collega i diversi centri balneari che si affacciano sulla costa pacifica dell'Ecuador.

## Storia

### Era precolombiana
Il conquistatore Pedro Pizarro descrisse Jocay come una "città molto grande", si arrivava al tempio tramite una grande via, ai cui lati sorgevano statute alte 2,5 metri, che rappresentavano i capi e i sacerdoti e che vennero distrutte dagli stessi spagnoli.
Manta fu la culla della cultura Manteña dal 500 al 1526 dopo Cristo. L'uomo di questa tribù si caratterizzava dal naso aquilino, che si perforava, così come le orecchie, per porsi anelli e ciondoli vari, era dedito all'agricoltura, alla pesca e alla caccia. Le donne si dedicavano alla coltura di mais, patate, yuca, arachidi e altri prodotti del luogo, oltre che alla lavorazione della ceramica. Questi indigeni erano politeisti.

### San Pablo de Manta
Nel febbraio del 1534 arrivò al porto di Manta la spedizione comandata da Pedro de Alvarado, che incendiò e saccheggio il villaggio, e prese in ostaggio il capo tribù e alcuni indios perché non aveva trovato il tesoro che pensava esistesse in quei luoghi.
Presumibilmente Manta è stata fondata da Francisco Pacheco (capitano) nel 1534, e nel 1563 il presidente della Real Audiencia de Quito la chiamò ufficialmente San Pablo de Manta.
Nel 1735 il porto di Manta fu scelto da Charles Marie de La Condamine, matematico e geografo francese che si occupava di geodesia, come punto d'arrivo in Ecuador per la sua missione riguardante il calcolo della lunghezza di un meridiano in prossimità dell'equatore. Giunto a Manta, proseguì alla volta di Quito.

## Cultura
Manta è ricordata per il festival internazionale del teatro, al quale partecipano gruppi teatrali provenienti da vari posti nel mondo.
Ottobre è il mese nel quale si celebra l'arte e la cultura, altro evento tra i più importanti che viene celebrato è la festa del commercio.

## Amministrazione

### Gemellaggi
Manta è gemellata con la città di:
- Vladivostok[2]

## Festività
- 29 giugno (SS. Pietro e Paolo)
- 24 ottobre (festa del commercio)
- 4 novembre (cantonizzazione)